# Уилкатт, Терренс Уэйд
Те́рренс Уэ́йд «Терри» Уи́лкатт (англ. Terrence Wade 'Terry' Wilcutt; род. 1949) — астронавт НАСА. Совершил четыре космических полёта на шаттлах: STS-68 (1994, «Индевор»), STS-79 (1996, «Атлантис»), STS-89 (1998, «Индевор») и STS-106 (2000, «Атлантис»), полковник КМП США.

## Личные данные и образование
Терренс Уилкатт родился 31 октября 1949 года в городе Расселвилл, штат Кентукки. В 1967 году окончил среднюю школу в городе Луисвилл того же штата. В 1974 году получил степень бакалавра в области математики в Западном университете штата Кентукки.
Женат, двое детей. Любит полёты, бег, поднятие тяжестей, резьбу по дереву.

## До НАСА
После окончания колледжа в 1974 году, Уилкатт преподавал в Высшей Школе математики в течение двух лет, затем, в 1976 году, поступил в Корпус морской пехоты (КМП) США. В 1978 году окончил Школу лётчиков. Летал на самолётах F-4 Phantom II, на авиабазе «Кэнох», Гавайи. За две командировки побывал в Японии, Корее и на Филиппинах. В 1983 году прошёл переобучение на самолётах F/A-18 Hornet, служил на авиабазе Лемур, штат Калифорния. В 1986 году Уилкатт был направлен в Военно-морскую Школу лётчиков-испытателей, на авиабазе около города Патаксенте, штат Мэриленд, где он получил звание «Заслуженный лётчик». После окончания Школы был оставлен на этой же авиабазе. Там Уилкатт летал на самолётах F/A-18 Hornet, А-7 Corsair II и F-4 Phantom II, а также на других самолётах для проверки самых разнообразных проектов и секретных программ. Он имеет более 4 400 часов налёта на более чем 30 различных типах самолётов.

## Подготовка к космическим полётам
Принимал участие в 12-м наборе. В январе 1990 года был зачислен в отряд НАСА в составе тринадцатого набора, кандидатом в астронавты. Стал проходить обучение по курсу Общекосмической подготовки (ОКП). По окончании курса, в июле 1991 года получил квалификацию «пилот шаттла» и назначение в Офис астронавтов НАСА.Занимался вопросами: работа главного двигателя шаттлов, работа в команде вспомогательного персонала для астронавтов при запусках и посадках в Космическом Центре имени Кеннеди, штат Флорида.

## Полёты в космос
- Первый полёт — STS-68[3], шаттл «Индевор». C 30 сентября по 11 октября 1994 года в качестве «пилота». Второй полёт шаттла с Космической радарной лабораторией (SRL-2), предназначенной для отработки системы всепогодного радиолокационного зондирования[4]. Продолжительность полёта составила 11 суток 5 часов 47 минут[5].

- Второй полёт — STS-79[6], шаттл «Атлантис». C 16 по 26 сентября 1996 года в качестве «пилота». Во время миссии STS-79 была проведена операция по стыковке с орбитальной станцией «Мир», куда шаттл доставил продовольствие, воду, оборудование для научных экспериментов США и России, а также был произведён обмен членами экипажа (первая миссия по смене американского члена экипажа). В ходе миссии был установлен рекорд по состыковке наиболее тяжёлых масс обоих комплексов в пространстве. К тому же STS-79 является первым полётом, где был задействован сдвоенный модуль «Спейсхэб»[7]. Продолжительность полёта составила 10 суток 3 часа 20 минут[8].

- Третий полёт — STS-89[9], шаттл «Индевор». C 23 по 31 января 1998 года в качестве «командира корабля». В программу полёта входила восьмая по счёту стыковка шаттла с российской орбитальной станцией «Мир», доставка и возвращение грузов, ротация астронавтов на станции[10]. Работа на станции "Мир" проводилась под Знаменем Мира по программе Международного общественного культурного космического проекта «Знамя Мира». Астронавты благополучно приземлились на авиабазе Эдвардс. Продолжительность полёта составила 8 суток 19 часов 47 минут[11].

- Четвёртый полёт — STS-106[12], шаттл «Атлантис». C 8 по 20 сентября 2000 года в качестве «командира корабля». В грузовом отсеке шаттла располагался двойной транспортный модуль «Спейсхэб», в котором были размещены материалы и оборудование, доставляемое на Международную космическую станцию (МКС). Основные задачи — подготовка станции к прибытию первого экипажа (МКС-1) и монтажные работы вне станции. Была установлена стрела длиной 2 метра с магнитометром на внешней стороне станции и несколько кабелей между модулем Заря и новым модулем Звезда. Из 9 необходимых оптоволоконных кабелей были проложены 4. Продолжительность полёта составила 11 суток 19 часов 11 минут[13].

Общая продолжительность полётов в космос — 42 дня 0 часов 05 минут.

## После полётов
17 августа 2011 года был назначен начальником Управления по вопросам безопасности и обеспечения полётов в штаб-квартире НАСА в Вашингтоне. 1 сентября 2011 года сменил на этом посту уволившегося астронавта Брайана О’Коннора.

## Награды и премии
Награждён: Медаль «За космический полёт» (1994, 1996, 1998 и 2000), Медаль «За отличную службу» (США) (1995), Крест лётных заслуг (США) (1998), Медаль «За похвальную службу» (США) (1997), Медаль «За выдающуюся службу» (НАСА) (2001), Медаль «За выдающееся лидерство» (2000), Медаль «За исключительные заслуги» (1998) и многие другие.